# Diágoras (médico)
Diágoras fue un médico griego del siglo III a. C. natural de la isla de Chipre, el cual escribió varios libros sobre las virtudes medicinales de las plantas así como varios tratados de jardinería.
Dioscórides y Plinio el Viejo le citan frecuentemente en sus obras y algunos le confunden con Diágoras de Melos.